# Allophryne relicta
Az Allophryne relicta  a kétéltűek (Amphibia) osztályába, a békák (Anura) rendjébe, valamint az  Allophrynidae családba tartozó faj.

## Előfordulása
Az Allophryne relicta újonnan felfedezett faj, a nem többi tagjával ellentétben, melyek az Amazonas-medencében honosak, Brazília atlanti-óceáni esőerdeiben, Bahia államban figyelték meg.

## Megjelenése
Testhossza közepes, a megfigyelt hímek 19,9 - 21,9 mm hosszúságúak voltak. Feje nagy méretű, szeme nagy, vöröses narancs színű, az írisz közepén széles fekete haránt irányú csíkkal. Hátán néhány bőrkinövés és számos, elszórt fekete folt látható. Oldala krémszínű, sötétbarna, hosszúkás foltokkal tarkítva, hasa szürke elszórt fehér kinövésekkel. A molekuláris filogenetikus rendszerzés alapján az Allophryne relicta az Allophryne resplendens és Allophryne ruthveni által alkotott klád testvércsoportja.